# ان.اچ. ۱۰ (فیلم)
ان.اچ.۱۰ (به هندی: NH10) فیلمی است محصول سال ۲۰۱۵ و به کارگردانی نوادیپ سینگ است. در این فیلم بازیگرانی همچون انوشکا شارما، نیل بهوپالام، دیپیتی نوال، راوی جانکال ایفای نقش کرده‌اند.